# Дионис Людовизи

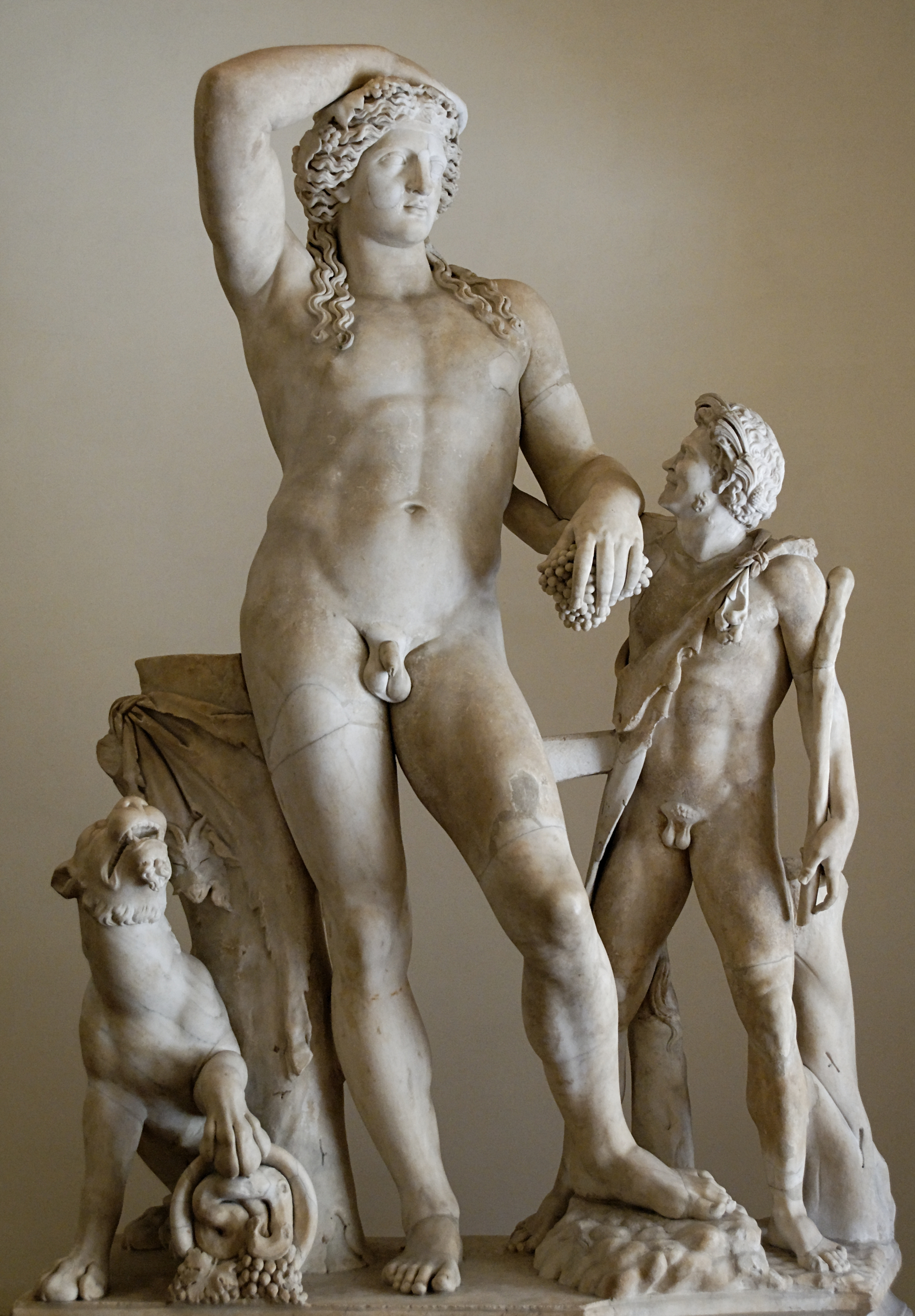
Дионис Людовизи в палаццо Альтемпс (Рим)

Дионис Людовизи или Дионис с пантерой и сатиром — мраморная статуя древнегреческого бога Диониса, ныне хранящаяся в палаццо Альтемпс. Она представляет собой древнеримскую работу II века н. э., найденную в XVI веке на Квиринальском холме во время работ по созданию котлована под фундамент палаццо Маттеи в районе четырёх фонтанов. Статуя была приобретена для коллекции Людовизи, где она впервые была выставлена перед палаццо Гранде, главным строением виллы Людовизи, а около 1641 года в галерее скульптур в казино Каппони, воздвигнутой для кардинала Людовико Людовизи на обширной территории виллы. К 1885 году Дионис был перенесён в новый палаццо дель Принсипи ди Пьомбино, расположенный неподалеку на виа Венето. Вместе с остальной коллекцией Бонкомпаньи-Людовизи, которая была открыта для широкой публики по воскресеньям и освещалась в тогдашних путеводителях, статуя, ставшая известной, была приобретена в 1901 году для города Рима, поскольку эта коллекция была расформирована, а территория его виллы была застроена в конце XIX века.
Поза с несколько преувеличенным использованием приёма контрапост (правой рукой бога, покоящейся на его голове) служит отсылкой к Аполлону Ликейскому, авторство и время создания которого имеет разные интерпретации. Увенчанного плющом Диониса Людовизи сопровождают пантера, которая олицетворяет его божественное присутствие, и сатир в уменьшенном размере, член его свиты. Длинные пряди его волос по-девичьи ниспадают на плечи, а в левой руке Дионис держит гроздь винограда, символизирующую его статус бога вина.
К оригинальным элементам скульптуры относятся головы, туловища и бёдра Диониса и сатира. Руки сатира, а также нижняя часть ног и основание — реставрации XVI века.